# Автоклав

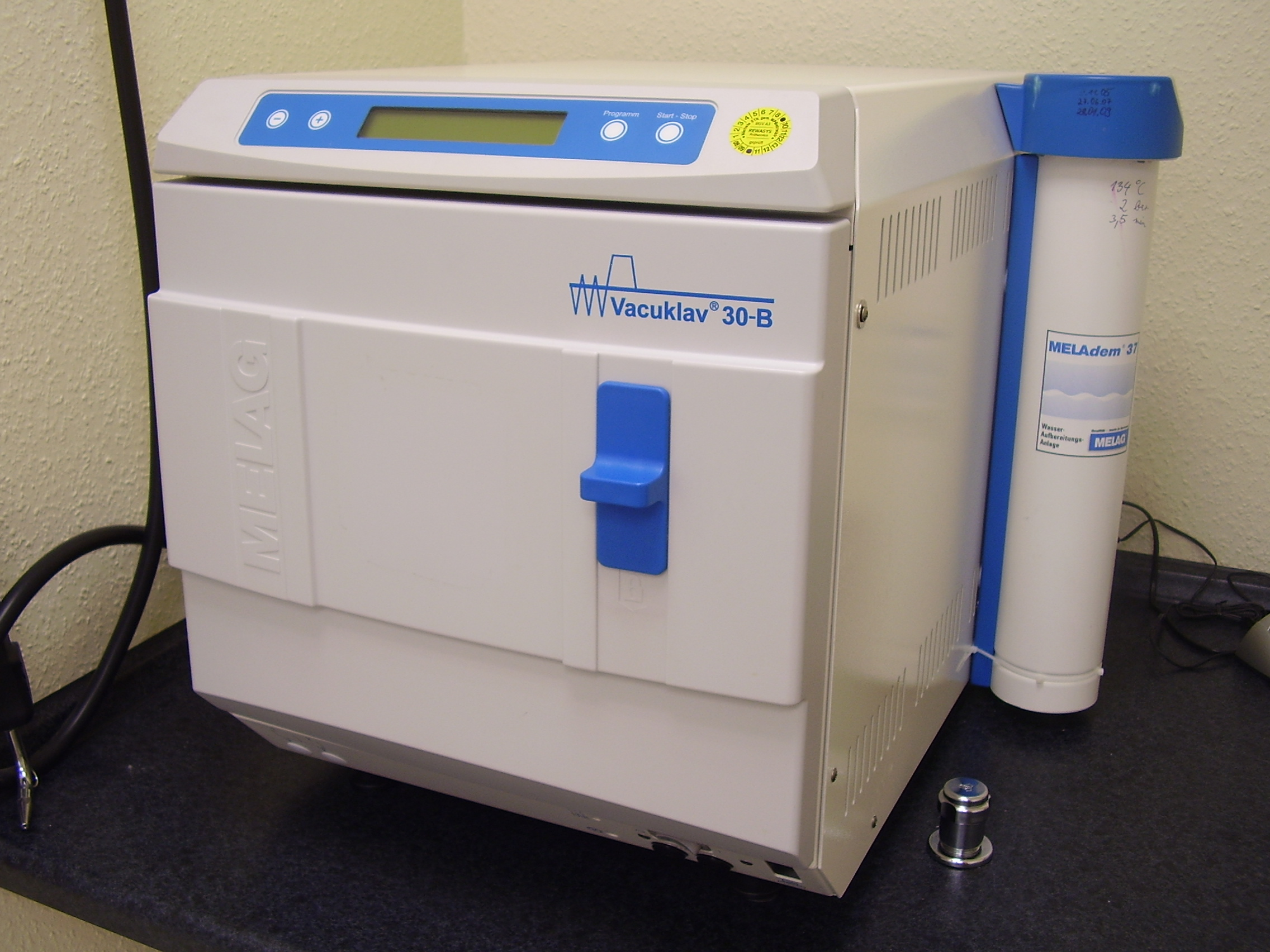
Автоклав для стоматології Vacuklav 30-B, виробництва MELAG (Німеччина)

Автокла́в (грец. αύτός — сам і лат. clavis — ключ) — герметичний пристрій для здійснення технологічної обробки речовин в герметичній посудині під дією підвищених температур та надлишкового тиску газів.

## Застосування
Автоклави широко застосовують у виробництві будівельних матеріалів, хімічній і харчовій промисловості, кольоровій металургії, медицині і т. д.
Застосовується, зокрема, для приготування зрідженого палива з вугілля, а також виробництва вугільних термобрикетів (автоклавно-брикетний комплекс).
В медицині — для стерилізації.
Побутовий автоклав використовується для стерилізації, пастеризації та консервування продуктів, а також для інших побутових завдань, що потребують спеціальних умов. Побутові автоклави зазвичай мають менші розміри і спрощене управління в порівнянні з промисловими автоклавами, що робить їх зручними для використання в домашньому господарстві.
Побутовий автоклав — найбільш безпечний спосіб виключення ботулізму при домашньому консервуванні. Автоклави працюють з температурою понад 120 ° С, що гарантовано знищує будь-які патогенні організми в їжі.

## Виготовлення
Виготовляють їх із сталі спеціальних сортів, чавуну, міді та інших металів. Внутрішню поверхню автоклавів іноді покривають антикорозійними матеріалами. Автоклави мають різну форму (найчастіше циліндричну), вагу до 100 т і висоту до 20 м. Промислові автоклави працюють під тиском до 3 000 атм.